# 塩化アンモン石
塩化アンモン石（えんかあんもんせき、salammoniac）は鉱物（ハロゲン化鉱物）の一種。化学組成は NH4Cl（塩化アンモニウム）。等軸晶系。火山の噴気口付近や、自然発火した石炭層などに産する。自形結晶は稀で、皮膜状、繊維状、土状あるいは樹枝状、鍾乳石状などの集合体となることが多い。水溶性のため、日本のような気候下では、湿気などから標本を保護する事に注意が必要となる。
旧名は"Sal ammoniac"だったが、2008年に改称された。エジプトのアモン神殿の近くから産出することから命名され、後にアンモニアの語源ともなった。